# Mosquée d'Ali Bitchin
La mosquée de Ali Bitchin (arabe: مسجد علي بتشين) ou mosquée de Zouj Euyoun (signifie la mosquée à deux fontaines) est une mosquée historique à Alger. La mosquée est située à l'intérieur de la Casbah d'Alger, au croisement entre la rue Bab el oued et le quartier inférieur de la casbah. Elle est classée sur la liste du patrimoine mondial de l'UNESCO.

## Histoire

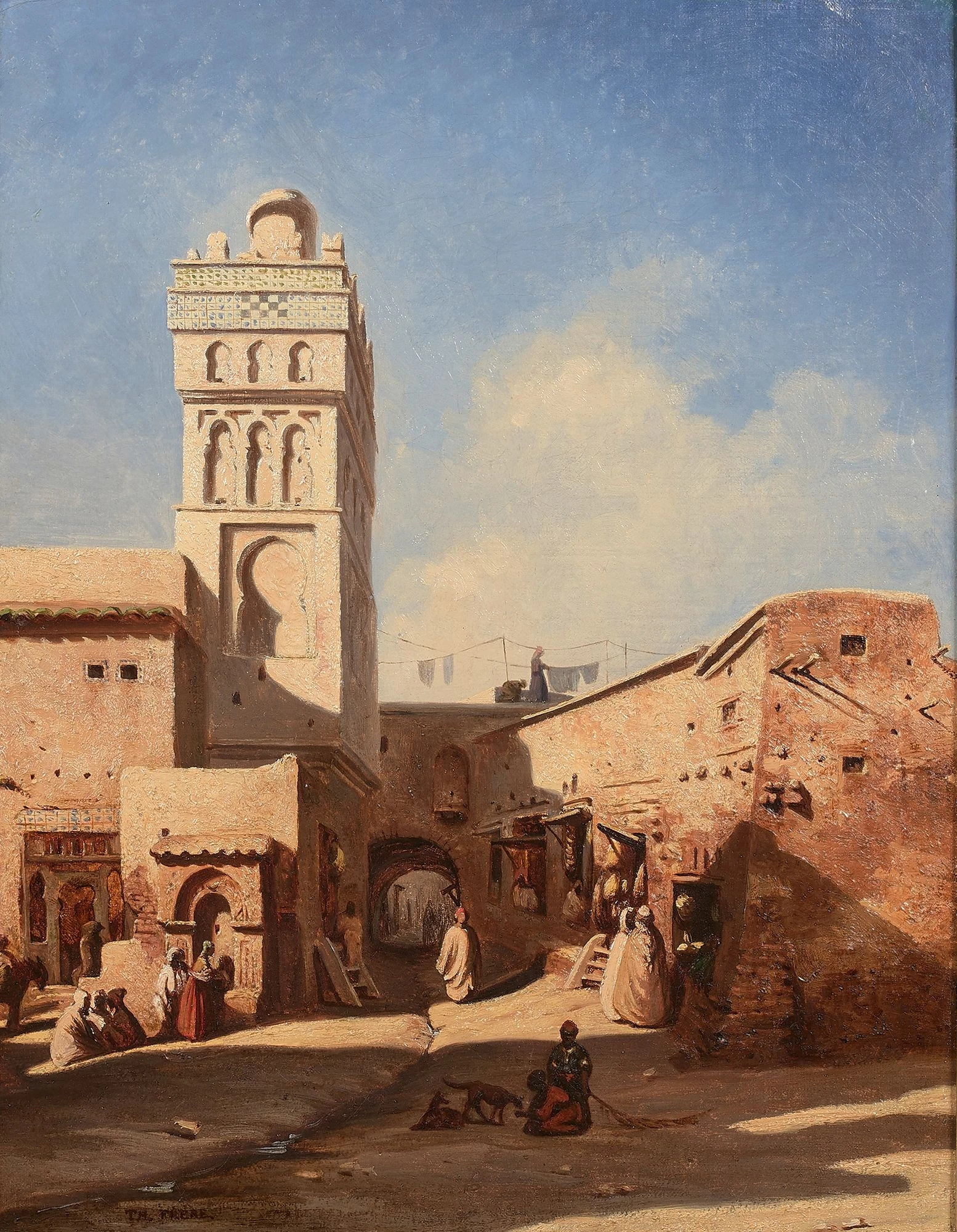
Tableau représentant la mosquée au XIXe siècle.

La mosquée a été nommée du nom de son commanditaire et commandant de la flotte algéroise  Ali Bitchin, naturalisation de Piccinini après sa conversion à l'Islam, car « renégat » italien d'origine toscane, présumé né à Massa en Italie et mort en 1645. Il fit fortune dans la régence d'Alger ottomane en pratiquant le corso au sein de la marine de la Régence de 1630 à 1646. Il finança la construction de la mosquée qui débuta en 1622 dans le style ottoman algérois, qui se distinguait déjà des modèles d'Anatolie par le chaulage des murs extérieurs en blanc et sa dotation d'un minaret unique (15 mètres de haut) typique du style maghrébin médiéval : base carrée surmontée d'un lanternon, façades ornées de colonnades et moulures, chaulage blanc.
Au début, la mosquée avait une superficie de 500 mètres carrés et se composait de trois étages, trois chambres, dix magasins, une boulangerie, un hammam, un moulin et une auberge. L'auberge abritait autrefois hommes politiques et chefs religieux. Son hammam était particulièrement populaire et il est resté actif jusqu'au début de l'occupation française. La mosquée était située dans la partie commerciale de la casbah.
Pendant l'occupation française, la hauteur du minaret a été réduite à 12 mètres. La mosquée a ensuite été affectée à une pharmacie militaire avant d'être transformée en église baptisée Notre Dame des Victoires de 1843 à 1962. Ce qui lui fait perdre certains traits de l'architecture islamique. Elle a été reconvertie en mosquée à l'indépendance de l'Algérie.

## Architecture
La mosquée pouvait initialement accueillir jusqu'à 500 fidèles. Après les travaux de rénovation de 2010, elle peut désormais accueillir 800 fidèles.